# Jan Starczewski
Jan Starczewski (ps. Andrzej Korecki, ur. 8 lutego 1904 w Warszawie, zm. 30 grudnia 1981 tamże) – polski prawnik, organizator pomocy społecznej.

## Życiorys
Był synem Franciszka i Marii z Życieńskich. W 1920 walczył w wojnie polsko-bolszewickiej (5 Pułk Piechoty Legionów). W 1921 zdał maturę w warszawskim gimnazjum im. Adama Mickiewicza (wówczas Emiliana Konopczyńskiego). W 1926 ukończył studia na Uniwersytecie Warszawskim (Wydział Prawa) i rozpoczął zatrudnienie w pomocy społecznej w Urzędzie Wojewódzkim w Warszawie. W 1935 przeniósł się stamtąd do Ministerstwa Pracy i Opieki Społecznej, a w 1936 został dyrektorem Wydziału Zdrowia i Opieki Społecznej w Zarządzie Miejskim Warszawy. Od 1934 do 1943 realizował dzieło połączenia i koordynacji działalności służb ochrony zdrowia i pomocy społecznej w mieście, m.in. organizując w okręgach miejskich Ośrodki Zdrowia i Opieki Społecznej. Przeprowadził też akcję przeciwdziałania podrzucaniu niemowląt przez samotne matki, zamieniając domy dla podrzucanych sierot w domy matek z dziećmi.
Podczas okupacji niemieckiej działał w podziemiu. Kierował komórką wojskową przy Departamencie Pracy i Opieki Delegatury Rządu na Kraj. Zasiadał w prezydiach Społecznego Komitetu Samopomocy Społecznej i Polskiego Komitetu Opiekuńczego. Współdziałał w akcjach ratowania dzieci Zamojszczyzny i dzieci żydowskich. 13 lutego 1943 aresztowany został przez gestapo i uwięziony na Pawiaku. Przebywał następnie w niemieckich nazistowskich obozach koncentracyjnych, m.in. w Auschwitz (kompania karna), Neuengamme i Bergen-Belsen. W obozach uczestniczył w konspiracji. 15 kwietnia 1945 wyzwolono obóz Bergen-Belsen, skąd pojechał na leczenie do Szwecji.
W 1946 wrócił do Polski, gdzie pracował początkowo w Prezydium Rady Ministrów, a od 8 stycznia 1951 w Państwowej Komisji Etatów. W 1956 przeszedł do Ministerstwa Finansów (m.in. finansowanie urządzeń socjalnych). Działał w Towarzystwie Przyjaciół Dzieci (zorganizował i był prezesem Oddziału Warszawskiego), w Społecznym Komitecie Przeciwalkoholowym, Towarzystwie Historycznym Wolnej Wszechnicy Polskiej, jak również pisał artykuły do Opiekuna Społecznego.
Pochowany na cmentarzu Powązkowskim (kwatera 209-3-9,10).

### Rodzina
Jego żoną była Halina z Miłkowskich (1909-1997). Ślub wzięli 2 czerwca 1931. Miał z nią syna Jerzego Andrzeja (ur. 15 marca 1932, architekta) i córkę Marię (ur. 17 listopada 1935, geografa).

## Odznaczenia
Odznaczono go Srebrnym i dwukrotnie Złotym Krzyżem Zasługi, a także Krzyżem Oficerskim Orderu Odrodzenia Polski.